# 피아노 삼중주 3번 (브람스)
요하네스 브람스가 피아노, 바이올린, 첼로를 위해 작곡한  피아노 삼중주 3번 다단조, Op. 101은 1886년 여름 브람스가 스위스 호프슈테텐에서 휴가를 보내는 동안 작곡되었다. 그해 12월 20일 브람스, 바이올리니스트 후버이 예뇌, 첼리스트 다비트 포퍼가 초연했다.
트리오는 네 가지 악장으로 구성된다. 1악장은 다단조의 Allegro energico이고, 2악장은 Presto non assai이다. 3악장은 다장조의 Andante grazioso이다. 4악장은 다단조의 Allegro molto다.